# Goût mala
Le goût mala (chinois : 麻辣口味 ; pinyin : málà kǒuwèi), ou plus simplement mala (chinois : 麻辣 ; pinyin : málà) est un des types de goût particulièrement important dans la cuisine du Sichuan. C'est un goût principalement obtenu par le mélange de poivre de Sichuan et de piment (辣椒, làjiāo), et le nom mala correspond à l'agrégation d'un caractère signifiant "engourdi" (麻), et du premier caractère du mot piment, lequel signifie aussi "piquant".
Le nom décrit la sensation associée au goût, qui apporte à la fois picotement, anesthésie et brûlure.